# 市民醫院前站
市民醫院前站（日语：／ Shiminbyouinmae teiryūjō */?）是位於富山縣高岡市向野町三丁目和寶町，萬葉線的電車站。
在高岡線的中文宣傳刊物上，本站的中文車站名是把「前」字刪去
，只稱作「市民醫院」。

## 電車站構造
電車站是地面車站，建設在共用行車道上，設有2面2線的相對式月台。月台設有上蓋和斜道，提供了無障礙設施。

## 歷史
- 1948年4月10日：富山地方鐵道地鐵高岡（現時：高岡站）至伏木港之間開通，此站啟用。
- 1959年4月1日：轉讓路線給加越能鐵道。
- 2002年4月1日：轉讓路線給萬葉線[3]。
- 2024年9月28日：可使用ICOCA及全國通用IC卡付款[4]。

## 電車站周邊
- 高岡市民醫院（日语：高岡市民病院）
- 高岡公共職業安定所（日语：公共職業安定所）
- 高岡勞動基準監督署（日语：労働基準監督署）
- 加越能巴士總部
  - 高岡營業所

## 相鄰電車站
萬葉線
■萬葉線（高岡軌道線）
志貴野中學校前－市民醫院前－江尻

## 外部連結
- 萬葉線市民醫院前站上行 （页面存档备份，存于）和下行 （页面存档备份，存于）的時間表